# Тихое (Солонянский район)
Тихое (укр. Тихе) — посёлок,
Александропольский сельский совет,
Солонянский район,
Днепропетровская область,
Украина.
Код КОАТУУ — 1225080519. Население по переписи 2001 года составляло 84 человека .

## Географическое положение
Посёлок Тихое находится на расстоянии в 1 км от села Петриковка.
По селу протекает пересыхающий ручей с запрудой.